# Vestfjorden

Vestfjorden, med Lofoten i väster och det norska fastlandet i öster

Vestfjorden är ett havsområde mellan Lofoten och Salten i Nordland, Norge. Den är åtta mil bred längst västerut och har ett djup på ungefär 700 meter. Temperaturförhållandena gör Vestfjorden till en lekplats för skrei på våren. 
På fjordens västsida ligger bland annat kommunerna Røst, Vestvågøy och Lødingen och på den östra sidan är bland annat kommunerna Bodø, Steigen och Ballangen belägna.
Orter längs fjorden innefattar exempelvis Å, Kabelvåg och Bodø. 

## Galleri

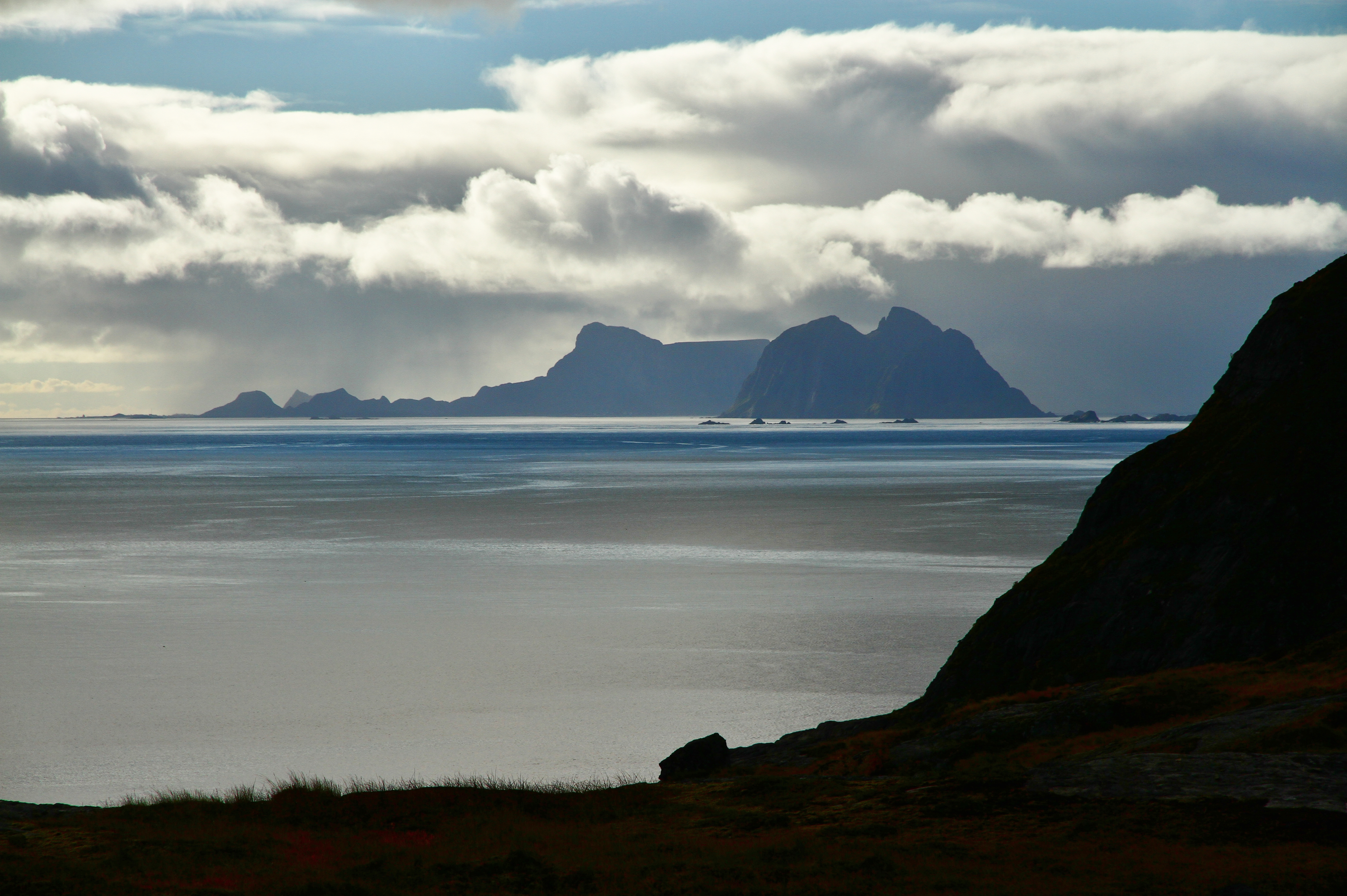
Vy över Vestfjorden från Å, 2010
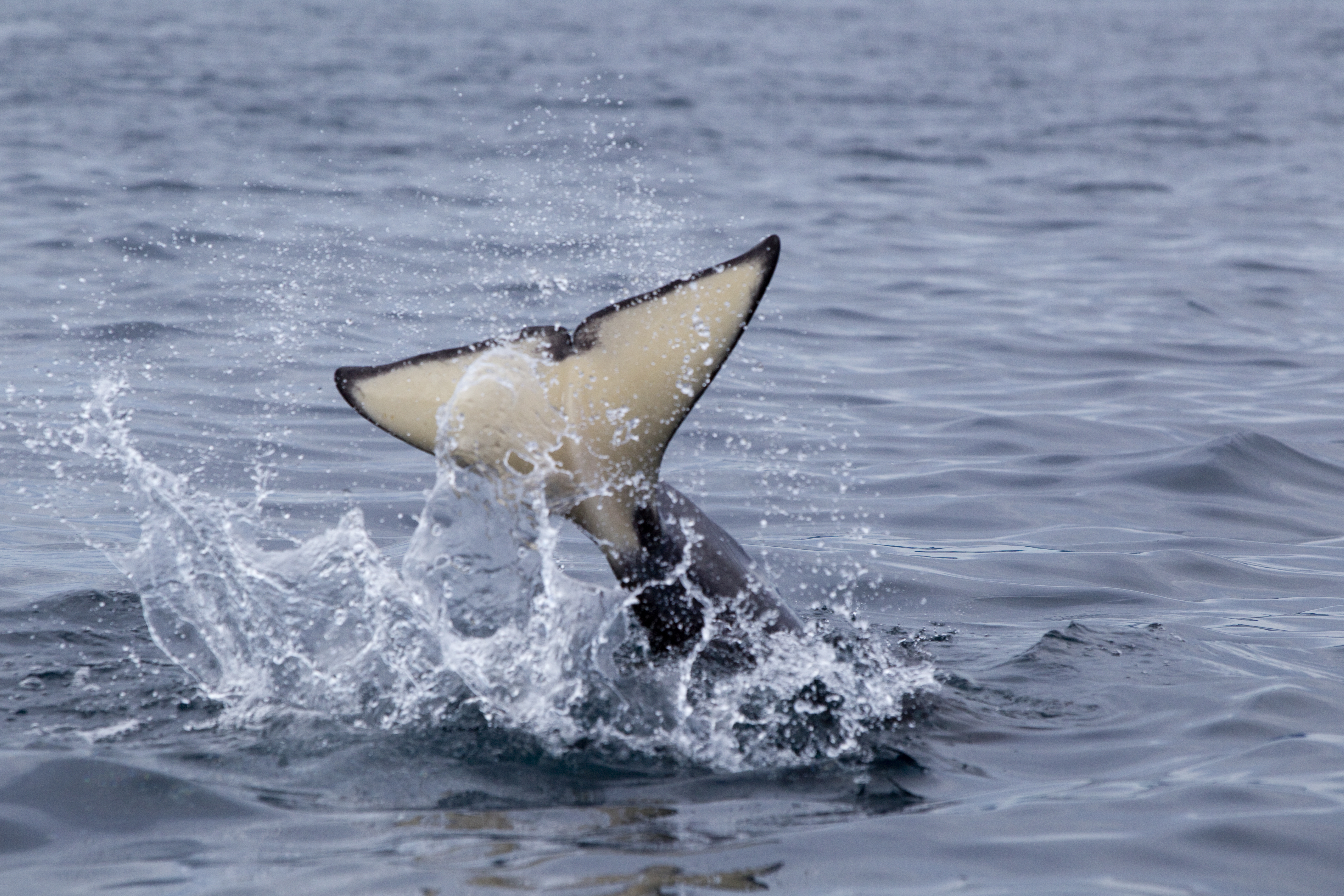
En späckhuggare slår till vattenytan med stjärtfenan i Vestfjorden, 2012
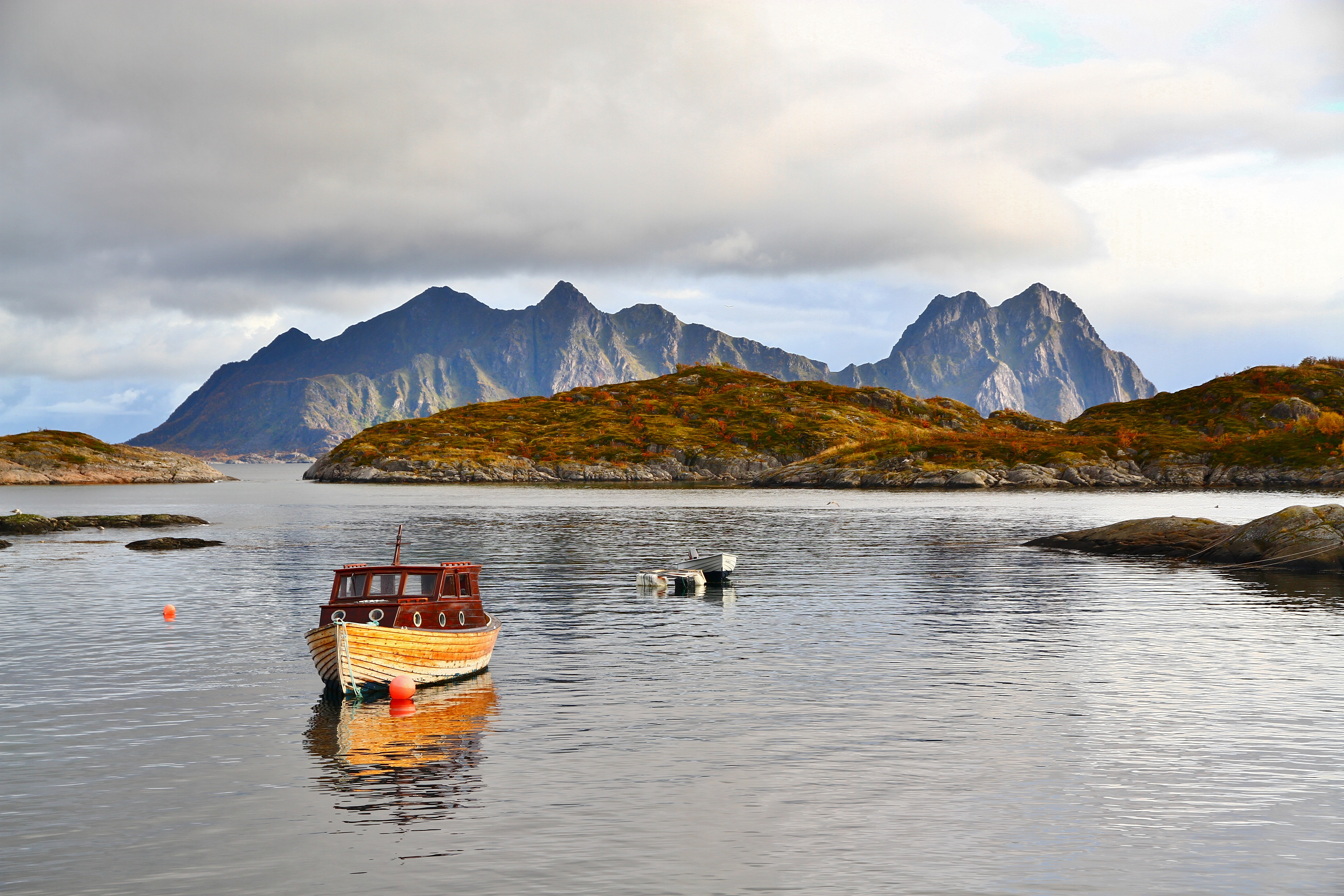
Vestfjorden 2010